# 政制發展綠皮書
《政制發展綠皮書》是香港自主權移交後特區政府首份發表的綠皮書，於2007年7月11日發表，內容主要探討香港行政長官及香港立法會的普選方式，為香港政治制度改革中一個重要的公開諮詢。

## 內容
該《綠皮書》提出將香港的普選問題分為不同部份：
- 行政長官普選
  - 普選時間：2012年、2017年、2017年後
  - 提名委員會人數：少於800人、800人、多於800人 （若多於800人，應增加甚麼人）
  - 提名人數門檻：少於12.5%（如最多10名候選人或以上）、12.5%（最多8名候選人）、多於12.5%（如最多2至4名候選人）
- 立法會普選
  - 普選時間：2016年、2016年、2016年後
  - 功能組別：全面取消、保留但變為普選形式、增加區議會的立法會議席

## 反應
泛民主派指《綠皮書》將普選方案拆出多個選項，很難使難以形成主流方案。另一方面，民建聯及自由黨皆對開放式的諮詢表示歡迎。

### 网络
- 政制綠皮書展公眾諮詢，香港政府新聞網
- 《政制發展綠皮書》

## 外部連結
- 《政制發展綠皮書》官方網站